# Liste der Kulturdenkmale in Heukewalde
In der Liste der Kulturdenkmale in Heukewalde sind vorerst einige Kulturdenkmale der ostthüringischen Gemeinde Heukewalde im Landkreis Altenburger Land aufgelistet. Diese Liste basiert nicht auf der offiziellen Denkmalliste der Unteren Denkmalschutzbehörde des Landkreises. Grundlage hierfür ist gegebenenfalls vorhandene Literatur beziehungsweise vorhandene Denkmalplaketten an den einzelnen Objekten. Deswegen ist diese Liste stark unvollständig.

## Heukewalde
| Bild                                    | Bezeichnung    | Lage                  | Datierung | Beschreibung | ID |
| --------------------------------------- | -------------- | --------------------- | --------- | --- | -- |
| weitere Bilder Fotos hochladen          | Kirche         | Dorfstraße (Karte)    | 1766      | der Kirchturm wurde bereits 1708-1710 errichtet, die Saalkirche wurde 1766 aus Teilen des Vorgängerbaus erbaut; brannte aber 1934 bis auf die Mauern nieder und wurde 1935 wiederaufgebaut. Die erste Orgel wurde 1754 von Christian Ernst Friederici erbaut und 1841-1847 von Karl Ernst Poppe umgebaut, 1917/18 durch eine neue Orgel von Heinrich Hegermann ersetzt, diese ging aber beim Brand verloren und wurde 1935 beim Wiederaufbau der Kirche durch eine neue Orgel von Jehmlich Orgelbau erneuert. |    |
| Direkt Bild zu diesem Denkmal hochladen | Straßenstein   | Dorfstraße            |           | |    |
| Fotos hochladen                         | Fachwerkgiebel | Dorfstraße 43 (Karte) |           | |    |
| Fotos hochladen                         | Fachwerkgiebel | Dorfstraße 44 (Karte) |           | |    |